# Фростпруф (Флорида)
Фростпруф (енгл. Frostproof) град је у америчкој савезној држави Флорида. По попису становништва из 2010. у њему је живело 2.992 становника.

## Демографија
Према попису становништва из 2010. у граду је живело 2.992 становника, што је 17 (0,6%) становника више него 2000. године.
| Група             | 2000.         | 2010.         |
| Белци             | 2.142 (72,0%) | 2.220 (74,2%) |
| Афроамериканци    | 116 (3,9%)    | 154 (5,1%)    |
| Азијати           | 2 (0,1%)      | 7 (0,2%)      |
| Хиспаноамериканци | 644 (21,6%)   | 604 (20,2%)   |
| Укупно            | 2.975         | 2.992         |